# Catío
El catío emberà (Catío, Katío) és una llengua ameríndia de la família lingüística de les llengües chocó parlada pels emberà de Colòmbia i Panamà.
Segons les dades publicades el 1992, 15.000 persones parlaven l'idioma a Colòmbia i algunes dotzenes a Panamà. L'idioma també es coneix com eyabida, i, com la majoria dels idiomes emberà, es diu embena 'humà'.

## Sistema d'escriptura
El catío s'escriu amb escriptura llatina.
| a | ã | e | ẽ | i | ĩ | o | õ | u | ũ | ʉ | ʉ̃ |

| m | k | b | p | t | ch | s | z | g | j | r | rr | d | n | y | w | ñ |

## Fonologia

### Consonants
|            |            | Bilabial | Alveolar | Palatal | Velar | Glotal |
| ---------- | ---------- | -------- | -------- | ------- | ----- | ------ |
| Oclusiva   | aspirada   | pʰ       | tʰ       |         | kʰ    |        |
| Oclusiva   | ejectiva   | pʼ       | tʼ       |         | kʼ    |        |
| Oclusiva   | sonora     | b        | d        |         |       |        |
| Fricativa  | aspirada   |          | sʰ       |         |       | h      |
| Fricativa  | ejectiva   |          | sʼ       |         |       |        |
| Africada   | aspirada   |          |          | t͡ʃʰ     |       |        |
| Africada   | ejectiva   |          |          | t͡ʃʼ     |       |        |
| Africada   | sonora     |          |          | d͡ʒ      |       |        |
| Nasal      | Nasal      | m        | n        |         |       |        |
| Ròtics     | vibració   |          | r        |         |       |        |
| Ròtics     | batec      |          | ɾ        |         |       |        |
| Aproximant | Aproximant | w        |          |         |       |        |

### Vocals
|         | Frontal | Central | Posterior | Posterior |
| ------- | ------- | ------- | --------- | --------- |
| Alta    | i ĩ     |         | ɯ ɯ̃       | u ũ       |
| Mitjana | e ẽ     |         | o õ       | o õ       |
| Oberta  |         | a ã     |           |           |